# World Series of Poker Europe 2010
Le World Series of Poker Europe 2010 sono state la quarta edizione della manifestazione. Si tennero dal 14 al 28 settembre presso il Casino at the Empire di Londra.
Furono assegnati cinque braccialetti delle World Series of Poker. Vincitore del Main Event è stato James Bord.

## Eventi
| N° evento | Nome                                               | Iscritti                                           | Vincitore                                          | Premio (UK£)                                       | Ultimo giocatore eliminato                         |
| --------- | -------------------------------------------------- | -------------------------------------------------- | -------------------------------------------------- | -------------------------------------------------- | -------------------------------------------------- |
| 1         | £2.650 Six Handed No Limit Hold'em                 | 244                                                | Phil Laak                                          | 170.802                                            | Andrew Pantling                                    |
| 2         | £5.250 Pot-Limit Omaha                             | 158                                                | Jeff Lisandro                                      | 159.514                                            | Joe Serock                                         |
| 3         | £1,075 No Limit Hold'em                            | 582                                                | Scott Shelley                                      | 133.857                                            | J.P. Kelly                                         |
| 4         | £10,350 No Limit Hold'em High Roller Heads-Up      | 103                                                | Gus Hansen                                         | 288.409                                            | Jim Collopy                                        |
| 5         | £10.350 No Limit Hold'em Main Event - 346 iscritti | £10.350 No Limit Hold'em Main Event - 346 iscritti | £10.350 No Limit Hold'em Main Event - 346 iscritti | £10.350 No Limit Hold'em Main Event - 346 iscritti | £10.350 No Limit Hold'em Main Event - 346 iscritti |
| 5         | Posizione                                          | Nome                                               | Nome                                               | Nome                                               | Premio (UK£)                                       |
| 5         | 1°                                                 | James Bord                                         | James Bord                                         | James Bord                                         | £830.401                                           |
| 5         | 2°                                                 | Fabrizio Baldassari                                | Fabrizio Baldassari                                | Fabrizio Baldassari                                | £513.049                                           |
| 5         | 3°                                                 | Ronald Lee                                         | Ronald Lee                                         | Ronald Lee                                         | £376.829                                           |
| 5         | 4°                                                 | Roland de Wolfe                                    | Roland de Wolfe                                    | Roland de Wolfe                                    | £278.945                                           |
| 5         | 5°                                                 | Nicolas Levi                                       | Nicolas Levi                                       | Nicolas Levi                                       | £208.119                                           |
| 5         | 6°                                                 | Daniel Steinberg                                   | Daniel Steinberg                                   | Daniel Steinberg                                   | £156.530                                           |
| 5         | 7°                                                 | Dan Fleyshman                                      | Dan Fleyshman                                      | Dan Fleyshman                                      | £118.643                                           |
| 5         | 8°                                                 | Brian Powell                                       | Brian Powell                                       | Brian Powell                                       | £90.617                                            |
| 5         | 9°                                                 | Marc Inizan                                        | Marc Inizan                                        | Marc Inizan                                        | £69.754                                            |